# Lucas Feutsa
Lucas Feutsa (data de nascimento desconhecido) é um ex-ciclista olímpico camaronês. Feutsa representou o seu país durante os Jogos Olímpicos de Verão de 1984, em Los Angeles.